# Miloš Noha
Miloš Noha (* 26. Oktober 1901 in Jaroměř, Österreich-Ungarn; † 2000) war ein tschechischer Sprachwissenschaftler und Slawist.

## Leben
Zwischen 1919/1920 und 1934 studierte er Sprachwissenschaft und dann die Rechte an der Karls-Universität in Prag. Nach seiner Promotion wurde Miloš Noha Assistent an einem slawischen Priesterseminar in Prag, das sich mit der vergleichenden slawischen Sprachwissenschaft und der Geschichte der slawischen Studien befasste. Er veröffentlichte Arbeiten auf diesem Gebiet und übersetzte mehrere Werke aus dem Russischen (z. B. Alexander Grin oder Konstantin Georgijewitsch Paustowski).
Zu seinen Hauptwerken zählt:  Česko-srbocharvátský a srbocharvátsko-český kapesní slovník, Statní pedagogické nakladatelství Praha, 1963.